# 拉科尼亚专区
拉科尼亚专区（希臘語：Περιφερειακή ενότητα Λακωνίας），是希腊伯罗奔尼撒大区的一个专区。首府为斯巴达。专区面积为3,636平方公里，2021年人口数量为84,337人。

## 行政
在2011年卡利克拉提斯改革方案中，希腊所有州份被取消。原拉科尼亚州作为整体设立为拉科尼亚专区。拉科尼亚专区下分为5个市镇（括号内为地图中的数字）：
- 东马尼（2）
- 埃拉福尼索斯（3）
- 埃夫罗塔斯（4）
- 莫奈姆瓦夏（5）
- 斯巴达（1）